# Fenella minuta
Fenella minuta är en stekelart som först beskrevs av Anders Gustav Dahlbom 1835.  Fenella minuta ingår i släktet Fenella, och familjen bladsteklar. Arten är reproducerande i Sverige.